# Бай Чуньли
Бай Чуньли (кит. упр. 白春礼, пиньинь Bái Chūnlǐ; род. 26 сентября 1953) — китайский учёный, работающий в основном в области физической химии и нанотехнологии.
Президент Китайской академии наук с 2011 года и Академии наук развивающихся стран с 2013 года .
Член Китайской академии наук (1997), Академии наук развивающихся стран (TWAS; 1997). Иностранный член Национальной академии наук США (2006), Российской академии наук (2008), Лондонского королевского общества (2014), Национальной академии наук Беларуси (2017) и других академий .
С 2018 года председатель Комиссии по делам национальностей ВСНП (National People's Congress Ethnic Affairs Committee).